# Geothlypis aequinoctialis
Geothlypis aequinoctialis là một loài chim trong họ Parulidae.